# Humbertia
Humbertia es un género botánico con dos especies de plantas con flores perteneciente a la familia de las convolvuláceas. 

## Especies
- Humbertia aeviternia Comm. ex Lam.
- Humbertia madagascariensis Lam.